# 1st Royal Dragoons

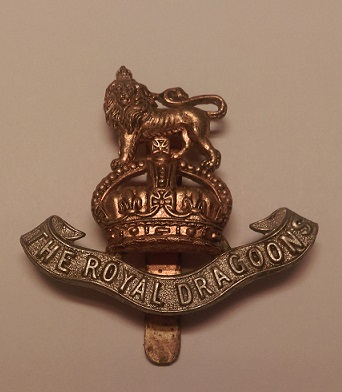
Mützenabzeichen der 1st Royal Dragoons

The Royal Dragoons (1st Dragoons) (deutsch Die Königlichen Dragoner (Erste Dragoner)) waren ein Schweres Kavallerieregiment der britischen Armee. Es bestand von 1661 bis 1969.

## Geschichte

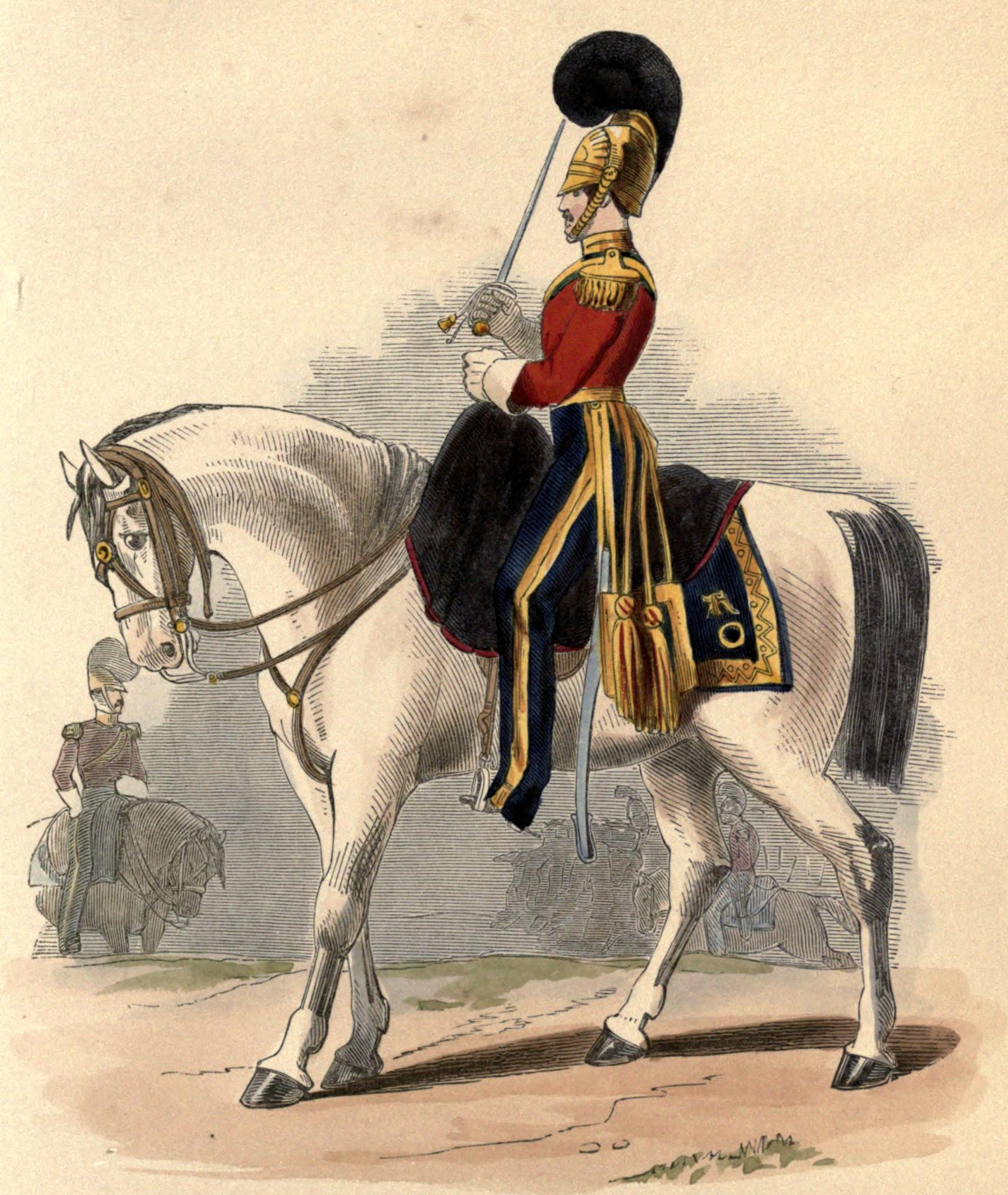
Uniform der 1st Royal Dragoons, 1839

Das Regiment geht auf einen einzelnen Troop schwerer Kavallerie zurück, der am 21. Oktober 1661 nach Wiederherstellung der Monarchie unter König Karl II. aus Veteranen aus der Parlamentsarmee aufgestellt wurde. Im Laufe des Jahres 1662 erhielt die Einheit den Namen Tangier Horse, weil sie bis 1683 als Teil der Garnison von Tanger (englisch Tangier) im heutigen Marokko diente. Tanger war als Teil der Mitgift der portugiesischen Prinzessin Katharina von Braganza bei der Hochzeit mit Karl II. in englischen Besitz gelangt. Die Einheit wurde 1680 um drei Troops erweitert, die 1672 aufgestellt worden waren und im Holländischen Krieg als englische Söldner in französischen Diensten gekämpft hatten. Die Einheit wurde 1683 nach England zurückgezogen, auf sechs Troops erweitert und als The King’s Own Royal Regiment of Dragoons in den regulären Dienst der britischen Armee übernommen. 1690 wurde das Regiment zu The Royal Regiment of Dragoons umbenannt. Parallel wurde das Regiment bis 1751 nach seinem jeweiligen Colonel genannt und hieß entsprechend unter John Churchill, 1. Lord Churchill Lord Churchill’s Dragoons, unter dessen Nachfolger Edward Hyde, Viscount Cornbury Hyde’s Dragoons oder Lord Cornbury’s Dragoons, unter dessen Nachfolger Richard Clifford Clifford’s Dragoons usw. 1751 wurden die Regimenter der Britischen Armee nach ihrem protokollarischen Rang durchnummeriert und dieses Regiment erhielt als ältestes aktives Linienkavallerieregiment den Namen 1st (Royal) Regiment of Dragoons. 1877 wurde das Regiment offiziell zu 1st (Royal) Dragoons, 1921 zu 1st The Royal Dragoons und 1961 zu The Royal Dragoons (1st Dragoons) umbenannt. Im Laufe des Zweiten Weltkriegs war das Regiment auch mit Panzern ausgerüstet worden.
Am 23. März 1969 wurde das Regiment mit dem Regiment der Royal Horse Guards zu den Blues and Royals verschmolzen. Die Blues and Royals führen die Tradition der beiden Regimenter weiter.

## Colonels-in-Chief
Colonel-in-Chief des Regiments waren:
- 1894–1914: Kaiser Wilhelm II.
- 1922–1936: König Georg V.
- 1936–1952: König Georg VI.

## Regimental Colonels
Colonel of the Regiment waren:
- 1683–1685: General John Churchill, 1. Lord Churchill
- 1685–1688: Colonel Edward Hyde, Viscount Cornbury
- 1688: Colonel Richard Clifford
- 1688–1689: Colonel Edward Hyde, Viscount Cornbury
- 1689–1690: Colonel Anthony Heyford
- 1690–1697: Brigadier-General Edward Mathews
- 1697–1715: Lieutenant-General Thomas Wentworth, 1. Earl of Strafford
- 1715–1721: Field Marshal Richard Temple, 1. Viscount Cobham
- 1721–1723: Brigadier-General Sir Charles Hotham, 4. Baronet
- 1723–1739: Lieutenant-General Humphrey Gore
- 1739–1740: General Charles Spencer, 3. Duke of Marlborough
- 1740–1759: Lieutenant-General Henry Hawley
- 1759–1764: Field Marshal Henry Seymour-Conway
- 1764–1794: General Henry Herbert, 10. Earl of Pembroke
- 1794–1801: Lieutenant-General Philip Goldsworthy
- 1801–1829: General Thomas Garth
- 1829–1836: General Lord Edward Somerset
- 1836–1837: Major-General Sir Frederick Ponsonby
- 1837–1842: Lieutenant-General Hussey Vivian, 1. Baron Vivian
- 1842–1869: General Sir Arthur Clifton
- 1869–1889: General Charles de Ainslie
- 1889–1890: General John Yorke
- 1890–1900: Lieutenant-General Sir Frederick Marshall
- 1900–1912: Major-General Francis Russell
- 1912–1919: Major-General John Lindley
- 1919–1931: Major-General Sir John Burn-Murdoch
- 1931–1946: Brigadier-General Sir Ernest Makins
- 1946–1954: Colonel Francis Wilson-Fitzgerald
- 1954–1964: Brigadier Anthony Pepys
- 1964–1969: General Sir Desmond Fitzpatrick

## Battle Honours
Dem Regiment wurden folgende Battle Honours (ehrenvolle Erwähnungen von Schlachten bzw. Feldzügen, an denen es teilgenommen hat) verliehen (englische Originalbezeichnungen):

Tangier 1662–80, Dettingen, Warburg, Beaumont, Willems, Fuentes d’Onor, Peninsula, Waterloo, Balaklava, Sevastopol, Relief of Ladysmith, South Africa 1899–1902, Ypres 1914 ’15, Langemarck 1914, Gheluvelt, Nonne Bosschen, Frezenberg, Loos, Arras 1917, Scarpe 1917, Somme 1918, St. Quentin, Avre, Amiens, Hindenburg Line, Beaurevoir, Cambrai 1918, Pursuit to Mons, France and Flanders 1914–18, Nederrijn, Veghel, Rhine, North-West Europe 1944–45, Syria 1941, Msus, Gazala, Knightsbridge, Defence of Alamein Line, El Alamein, El Agheila, Advance on Tripoli, North Africa 1941–43, Sicily 1943, Italy 1943.